# Ottobeuren

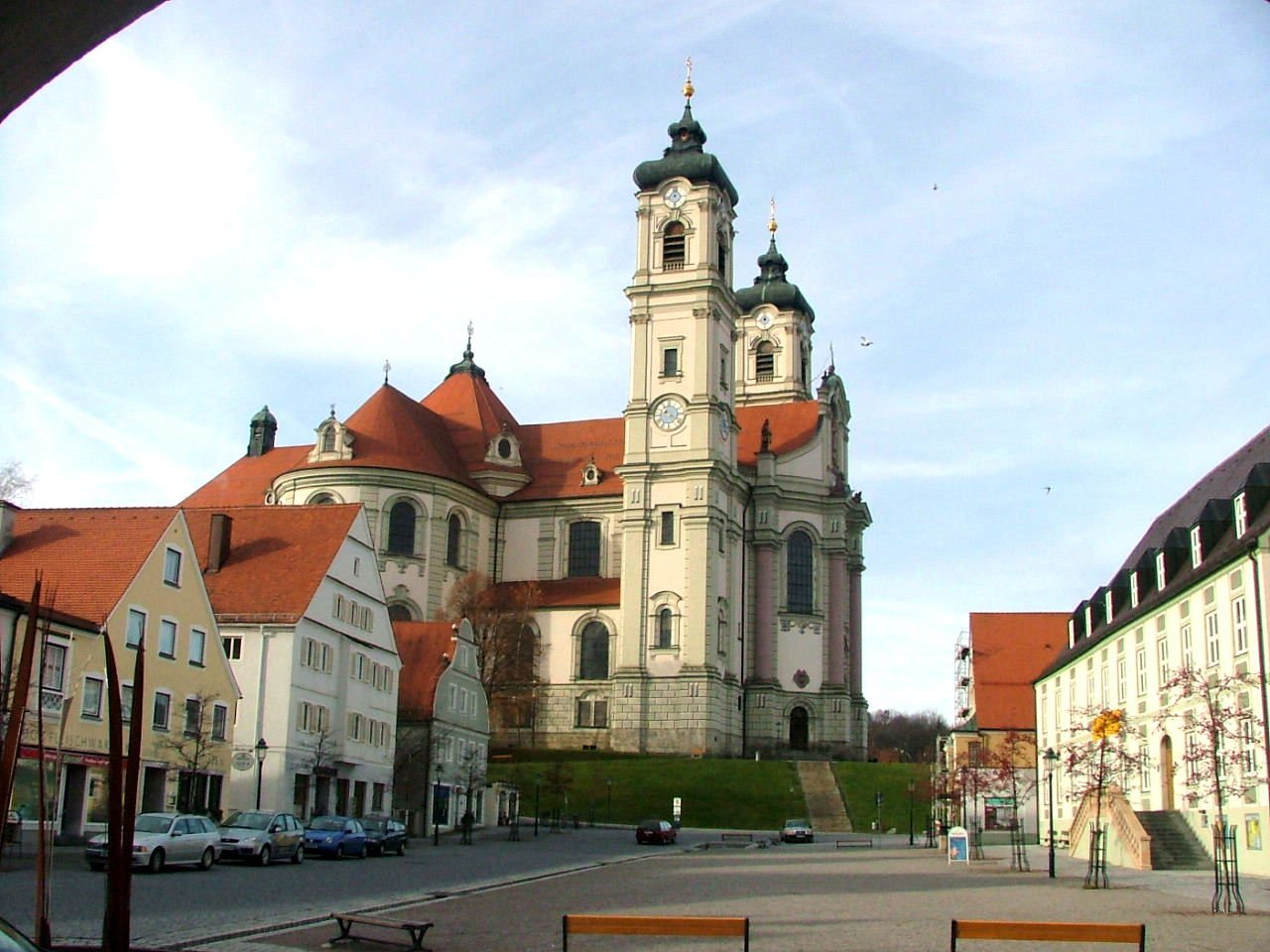
Basilika und Marktplatz

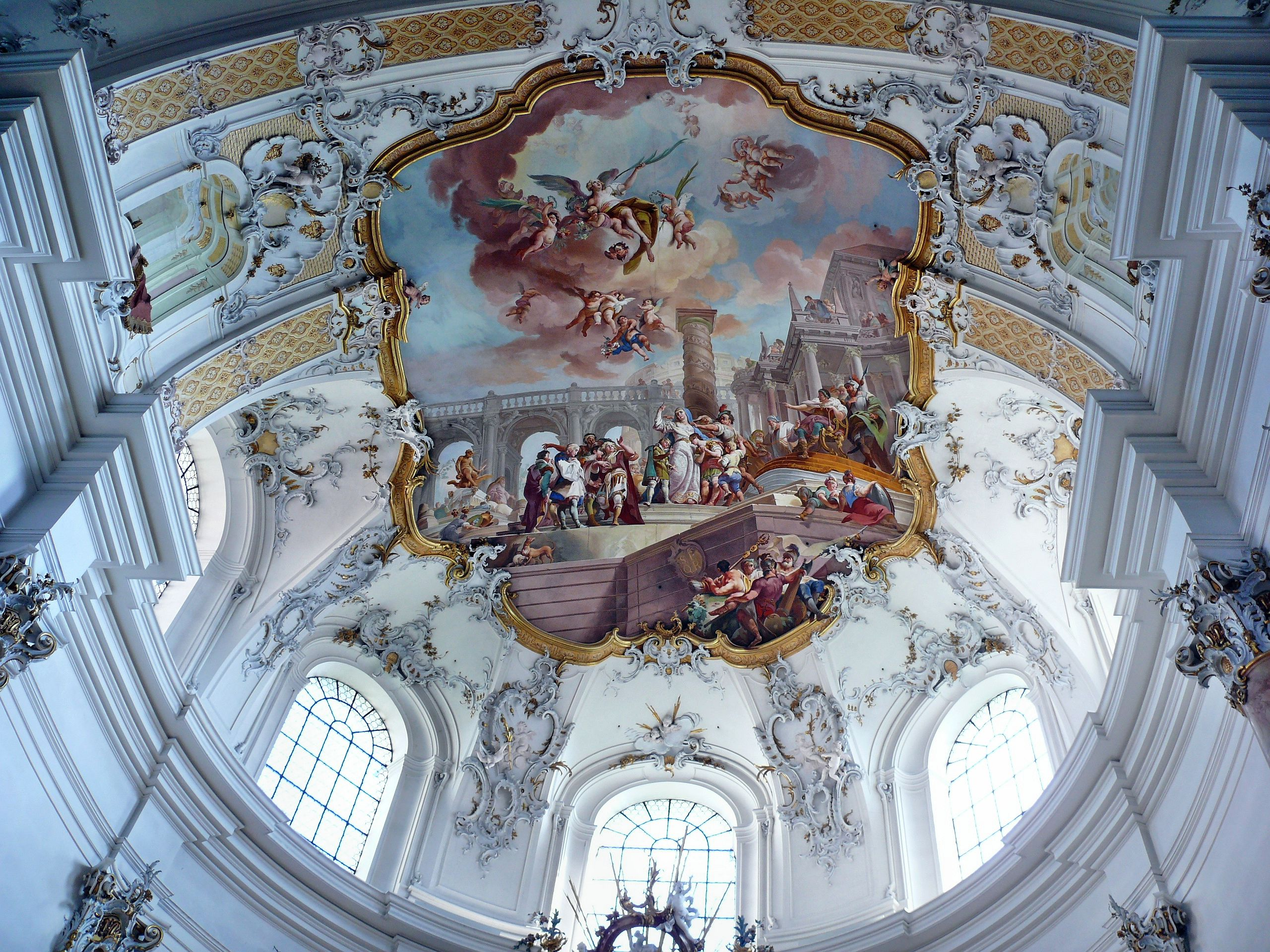
Deckenfresko in der Basilika

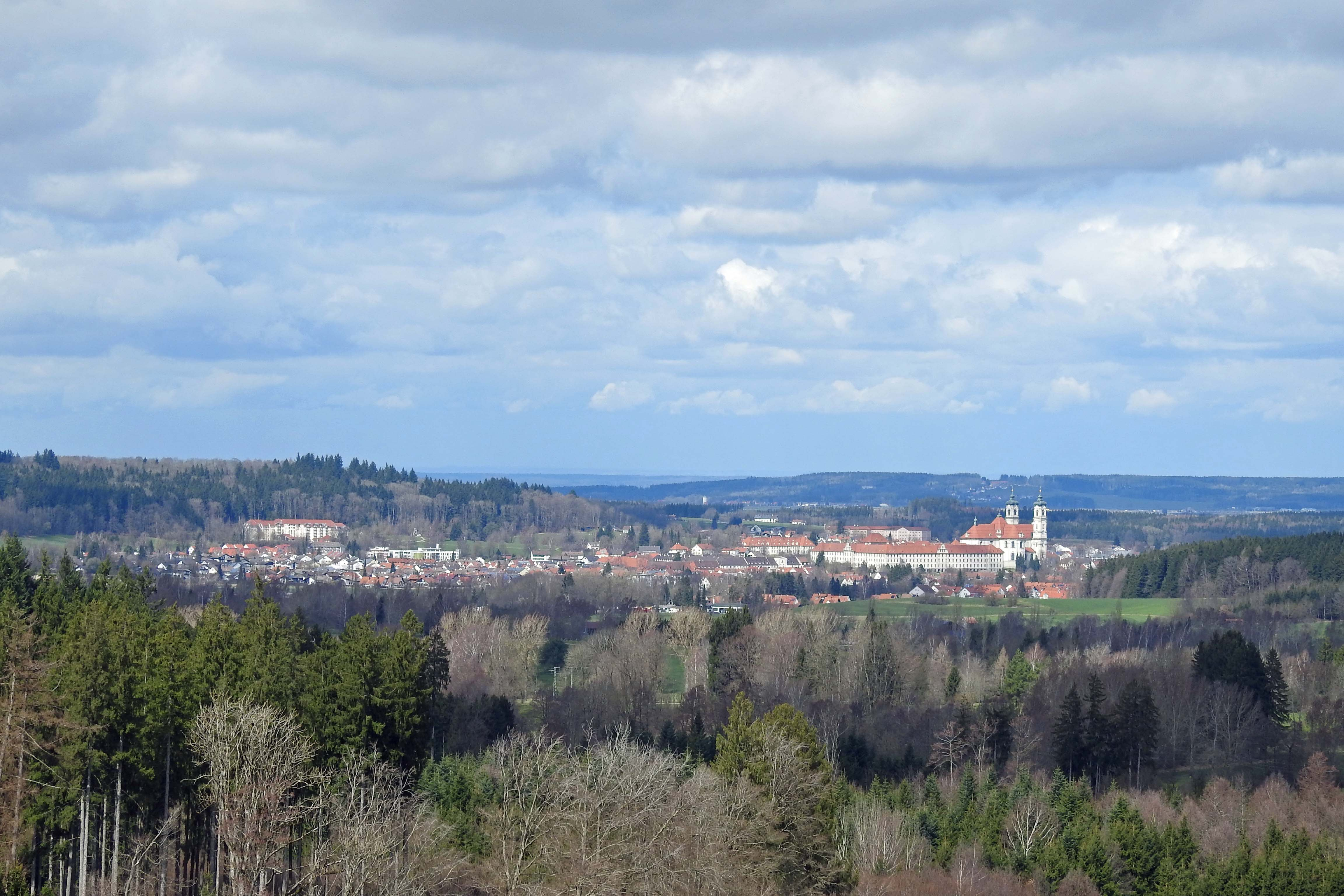
Ottobeuren von Südosten

Ottobeuren ist ein Markt im Regierungsbezirk Schwaben im oberschwäbischen Landkreis Unterallgäu in Bayern. Der gleichnamige Hauptort ist Sitz der Verwaltungsgemeinschaft Ottobeuren.
Der Ort ist vor allem durch das Benediktinerkloster Ottobeuren bekannt. Ottobeuren ist industriell geprägt und als Unterzentrum ausgewiesen.

## Geographie

### Lage
Ottobeuren liegt etwa 10 Kilometer südöstlich von Memmingen in der Region Donau-Iller. Die Landschaft ist geprägt durch das geschwungene Relief, das durch die Schotterablagerungen während der letzten Eiszeiten geformt wurde. Der Bereich gehört zu Oberschwaben. Durch das Gemeindegebiet verläuft die Westliche Günz.
Der tiefste Punkt in der Gemeinde liegt bei 617 m ü. NHN im Tal der westlichen Günz nordwestlich von Stephansried, der höchste Punkt auf 834 m ü. NHN südöstlich Neuvogelsang.

### Gemeindegliederung
Es gibt 49 Gemeindeteile (in Klammern ist der Siedlungstyp angegeben):
- Bäuerle (Einöde)
- Betzisried (Dorf)
- Bibelsberg (Dorf)
- Böglins (Einöde)
- Boschach (Einöde)
- Brüchlins (Dorf)
- Bühl (Weiler)
- Daßberg (Dorf)
- Dennenberg (Weiler)
- Eggisried (Weiler)
- Eheim (Dorf)
- Eheimer Mühle (Einöde)
- Eldern (Dorf)
- Fröhlins (Einöde)
- Geislins (Einöde)
- Guggenberg (Dorf)
- Gumpratsried (Einöde)
- Gut (Einöde)
- Hahnenbühl (Einöde)
- Haitzen (Einöde)
- Halbersberg (Weiler)
- Hessen (Einöde)
- Hofs (Dorf)
- Höhe (Weiler)
- Kloster Wald (Anstalt)
- Langenberg (Dorf)
- Leupolz (Weiler)
- Neuvogelsang (Einöde)
- Niebers (Weiler)
- Oberhaslach (Weiler)
- Oberried (Einöde)
- Ölbrechts (Einöde)
- Ollarzried (Pfarrdorf)
- Ottobeuren (Hauptort)
- Rempolz (Einöde)
- Reuthen (Dorf)
- Schachen (Weiler)
- Schellenberg (Weiler)
- Schiessenhof (Einöde)
- Schochenhof (Einöde)
- Schoren (Weiler)
- Schrallen (Einöde)
- Steeger (Einöde)
- Stephansried (Kirchdorf)
- Unterhaslach (Dorf)
- Unterschochen (Einöde)
- Vogelsang (Weiler)
- Wetzlins (Einöde)
- Wolferts (Dorf)

Das Gemeindegebiet besteht aus den Gemarkungen Ottobeuren, Betzisried, Guggenberg, Haitzen und Ollarzried.

## Geschichte

### Bis zum 18.Jahrhundert
Der Sage nach wurde Ottobeuren um 550 als Rodungssiedlung von einem Uot gegründet und nach ihm Uotbeuren genannt. Im 8. Jahrhundert wurde das Dorf zu einem fränkischen Reichshof und Sitz des Grafen Silach. Das Benediktinerkloster Ottobeuren wurde 764 gegründet. 972 wurde das Kloster von Kaiser Otto I. zur Reichsabtei erhoben. Im 11. Jahrhundert wurden Kirche und Kloster neu erbaut, im 11. und 12. Jahrhundert nach Bränden jeweils wieder errichtet. 1365 verlor die Abtei die Selbständigkeit und wurde Teil des Hochstifts Augsburg. Die romanische Kirche wurde im Deutschen Bauernkrieg im 16. Jahrhundert beschädigt und im Stil der Renaissance bis 1558 neu erbaut. Auch im Dreißigjährigen Krieg wurde das Kloster beschädigt und geplündert.

Nachdem Abt Rupert Neß die Reichsunmittelbarkeit zurückgewinnen konnte, begann die Abtei ab 1711 mit dem völligen Neubau der Klosteranlage im barocken Stil. Zuletzt wurde von 1737 bis 1766 eine große neue Klosterkirche (die heutige „Basilika“) erbaut, die das barocke „Gesamtkunstwerk“ Ottobeuren vollendete. Mit zwei Jahren Verspätung konnte 1766 das tausendjährige Klosterjubiläum in der neuen Kirche gefeiert werden.

### 19. und 20.Jahrhundert
1802 wurde das Kloster im Rahmen der Säkularisation an das Königreich Bayern übertragen. Der Konvent des Benediktinerklosters bestand jedoch weiter, da die Mönche in einem Trakt des Klosters wohnen bleiben durften, jedoch keine Neuaufnahmen mehr möglich waren. Andere Teile des Klosters wurden u. a. als Landgericht, Kaserne und für Wohnungen verwendet. Im Jahr 1834 wurde das Kloster unter König Ludwig I. als Priorat der Abtei St. Stephan in Augsburg neu gegründet, 1918 wurde es wieder selbständige Abtei. Als einziges der großen oberschwäbischen Barockklöster hat Ottobeuren somit eine auch durch die Säkularisation nicht unterbrochene klösterliche Tradition. Dort leben etwa 20 Benediktinermönche. Die Klosteranlage wird gegenwärtig außerdem als Museum, Schule und Fortbildungsstätte genutzt. Zum 1200-jährigen Jubiläum der Klostergründung wurden Kirche und Kloster 1964 umfassend renoviert. 1952 wurden in Ottobeuren große Teile des Märchens Zwerg Nase verfilmt.
Die Geschichte des Marktorts ist eng mit der des Klosters verbunden. Nach der Säkularisation wurde die Klosterkirche Pfarrkirche des Marktes, die Pfarrkirche St. Peter wurde geschlossen und später als Schule umgebaut. Seit 1957 ist Ottobeuren anerkannter Kneippkurort und wahrt so das Erbe des im Ortsteil Stephansried geborenen und in Ottobeuren aufgewachsenen Pfarrers Sebastian Kneipp. Aufgrund der räumlichen Nähe zur Ferienregion Allgäu vermarktet sich Ottobeuren mit dem Slogan Allgäu für die Sinne.

### Religionen
Neben der römisch-katholischen Gemeinde mit der Basilika als Pfarrkirche gibt es auch eine evangelische Kirchengemeinde, die ihre Gottesdienste in der 1957 errichteten Erlöserkirche abhält. Die ehemalige katholische Stadtpfarrkirche wurde im 20. Jahrhundert als Kurhaus umgebaut.

### Eingemeindungen
Im Zuge der Gebietsreform in Bayern wurden am 1. Januar 1972 die Gemeinden Betzisried, Guggenberg und Haitzen eingegliedert. Am 1. Juli 1972 kam Ollarzried hinzu. Es folgten Gebietsteile der Nachbargemeinde Lachen am 1. Mai 1978 (Niebers und Schiessenhof).

### Einwohnerentwicklung
Ottobeuren wuchs von 1988 bis 2008 um 557 Einwohner bzw. um gut 7 %. Zwischen 1988 und 2018 wuchs der Markt von 7466 auf 8381 Einwohner bzw. um 12,3 %.
Die Einwohnerzahlen ab 1840 beziehen sich auf die heutige Gemeindefläche (Stand 1978).

Gemeindeflagge von Ottobeuren

| Bevölkerungsentwicklung | Bevölkerungsentwicklung | Bevölkerungsentwicklung | Bevölkerungsentwicklung | Bevölkerungsentwicklung | Bevölkerungsentwicklung | Bevölkerungsentwicklung | Bevölkerungsentwicklung | Bevölkerungsentwicklung | Bevölkerungsentwicklung | Bevölkerungsentwicklung | Bevölkerungsentwicklung | Bevölkerungsentwicklung | Bevölkerungsentwicklung | Bevölkerungsentwicklung | Bevölkerungsentwicklung |      |
| ----------------------- | ----------------------- | ----------------------- | ----------------------- | ----------------------- | ----------------------- | ----------------------- | ----------------------- | ----------------------- | ----------------------- | ----------------------- | ----------------------- | ----------------------- | ----------------------- | ----------------------- | ----------------------- | ---- |
| Jahr                    | 1840                    | 1900                    | 1939                    | 1950                    | 1961                    | 1970                    | 1987                    | 1988                    | 1991                    | 1995                    | 2000                    | 2005                    | 2010                    | 2015                    | 2020                    | 2021 |
| Einwohner               | 3195                    | 3897                    | 4488                    | 7165                    | 6156                    | 6709                    | 7317                    | 7466                    | 7722                    | 7936                    | 7986                    | 8042                    | 7935                    | 8170                    | 8498                    | 8594 |

### Wappen und Flagge
| Gemeindewappen von Ottobeuren | Blasonierung: „Gespalten; vorne in Rot ein halber silberner Adler am Spalt, hinten gespalten von Schwarz und Gold.“ |
| Gemeindewappen von Ottobeuren | Wappenbegründung: Der silberne Adler auf rotem Grund ist seit Abt Wilhelm von Lustenau (1460–1473) das Wahrzeichen der Abtei Ottobeuren; die Farben Gold und Schwarz sind dem einstigen Konventwappen entnommen und symbolisieren gleichzeitig die ehemalige Reichsunmittelbarkeit des Benediktinerstiftes. Der Markt Ottobeuren ist die einzige Gemeinde im Landkreis, die nach 120 Jahren während des Dritten Reiches ein gänzlich neues kommunales Wappen erhielt. Dieser in der Heraldik durchaus ungewöhnliche Vorgang hatte seine Ursache darin, dass nach dem Willen des Landrichters des Marktes Ottobeuren 1818 zunächst ein gespaltener Wappenschild mit den bayerischen Rauten und einem halben silbernen Adler unter Bezug auf das frühere Reichsstift Ottobeuren verliehen werden sollte. Dieses Gedenken an die Klosterherrschaft war jedoch für die damaligen Machthaber nicht zeitgemäß und auch ein Verbot von 1818, den Doppeladler des früheren Reiches zu führen, stand dem entgegen. Ottobeuren erhielt somit 1818 vom Bayerischen Staatsministerium des Äußern ein Wappen zuerkannt, das „in Silber auf grünem Grunde ein gotisches Münster mit zwei rotgedeckten Türmen“ zeigt. Es sollte eine Repräsentation der Benediktinerabtei Ottobeuren sein. Siegel zeigten seit 1836 die schwebende Abtei. Otto Hupp ersetzte sie durch eine barocke Kirche. Der Adler im heutigen Wappen zeigt eine Differenzierung des Stiftswappens aus dem 15. Jahrhundert. Die Tinkturen Schwarz und Gold sind dem Wappen des Klosters Ottobeuren entnommen. Das goldene Feld des fimbrierten Wappens ist schwarz damasziert. Das heutige Gemeindewappen wurde vom Schleißheimer Heraldiker Otto Hupp gestaltet und am 4. Januar 1938 durch Erlass des Reichsstatthalters in Bayern genehmigt. Die Flagge wurde am 29. März 1988 durch Bescheid der Regierung von Schwaben genehmigt. Die Bannerflagge ist schwarz-gelb gestreift mit dem aufgelegten Gemeindewappen im weißen Bannerkopf. |

## Politik

### Gemeinderat und Bürgermeister
Die vergangene Gemeinderatswahl vom 15. März 2020 führte zu folgender Sitzverteilung im Gemeinderat:
| Partei / Liste | CSU | SPD | Freie Wähler | Grüne | Gesamt |
| -------------- | --- | --- | ------------ | ----- | ------ |
| Sitze          | 8   | 2   | 7            | 3     | 20     |

Erster Bürgermeister ist seit 1. Mai 2014 German Fries von den Freien Wählern; er wurde am 15. März 2020 mit 84,9 % der Stimmen im Amt bestätigt. Zweiter Bürgermeister ist Markus Albrecht (CSU) und der Dritte Bürgermeister heißt Marc Michels (Bündnis 90/Die Grünen).

### Gemeindepartnerschaften
Mit folgenden Gemeinden hat Ottobeuren eine Partnerschaft geschlossen:
- Norcia in Umbrien, Italien
- Saint-Donat-sur-l’Herbasse im Département Drôme, Frankreich
- Tenterfield in New South Wales, Australien

## Kultur und Sehenswürdigkeiten

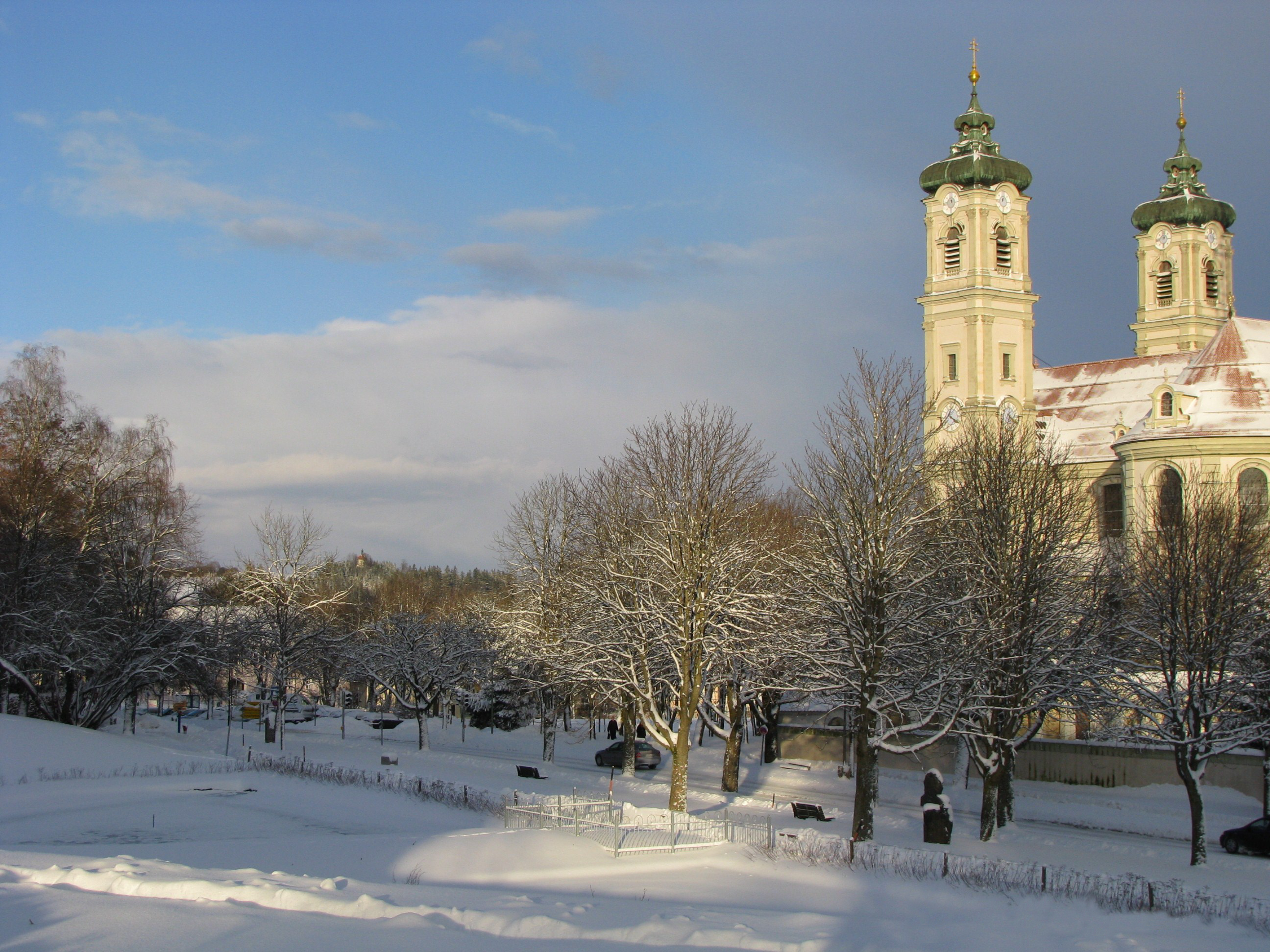
Basilika in Ottobeuren im Winter

Ottobeuren in der Gesamtheit ist eine der Hauptsehenswürdigkeiten an der Ostroute der Oberschwäbischen Barockstraße. Mittelpunkt des Ortes ist das Kloster Ottobeuren mit der dominanten spätbarocken Basilika St. Alexander und Theodor.
Am 24. Mai 2014 eröffnete das Museum für zeitgenössische Kunst – Diether Kunerth, das dem Werk des in Ottobeuren ansässigen Künstlers Diether Kunerth gewidmet ist.
Dicht neben dem Hotel am Bannwald befindet sich eine Lourdesgrotte aus der Zeit um 1885, darüber ein Ölberg mit lebensgroßen gusseisernen Figuren. Die Kreuzwegstationen sind abmontiert und warten auf eine Neuaufstellung.
Die Allgäuer Volkssternwarte Ottobeuren, etwa einen Kilometer südlich von Ottobeuren, ist die größte Volkssternwarte Mittelschwabens/Allgäu und verfügt über ein modernes 60-cm-Teleskop. Dort gibt es regelmäßige öffentliche Führungen und Sonderführungen.

### Sport
Eine der größten Sportveranstaltungen in der Gemeinde ist der seit 2012 regelmäßig im März stattfindende „Halbmarathon Ottobeuren“. Des Weiteren findet seit mehr als 30 Jahren alljährlich ein Triathlon in Ottobeuren statt, der sich immer größerer Beliebtheit erfreut. Ausrichter der Veranstaltungen sind die Leichtathletikabteilung und die Triathlonabteilung des TSV Ottobeuren.
Sportverein: Der 1905 gegründete TSV Ottobeuren ist ein Mehrspartenverein mit 14 Abteilungen der die Sportarten Basketball, Boccia, Fitness, Fußball, Handball, Herzsport, Karate, Lungensport, Leichtathletik, Ski, Tischtennis, Triathlon, Turnen, und Volleyball anbietet.

## Wirtschaft und Infrastruktur

### Verkehr
Ottobeuren ist durch mehrere Staatsstraßen, Kreisstraßen und Gemeindestraßen an das überörtliche Straßennetz angebunden. Die Staatsstraße 2011 und die Staatsstraße 2013 kreuzen sich nordöstlich des Marktes. Durch den Ort verlaufen die Kreisstraßen MN 18 und MN 31. Durch Buslinien ist der Ort mit Memmingen, Bad Grönenbach und Sontheim verbunden, wo die nächsten Bahnhöfe liegen. Die Bahnlinie von Ottobeuren nach Ungerhausen wurde 1972 für den regulären Personenverkehr geschlossen, 1996 ganz stillgelegt und 2009 zu einem Rad- und Gehweg umgestaltet, dem sogenannten DB-Günztal-Radweg, der entlang der westlichen Günz in nördliche Richtung führt.

### Ortsansässige Unternehmen
Ottobeuren ist industriell geprägt. Neben dem Holzbearbeitungsmaschinen produzierenden Unternehmen Otto Martin Maschinenbau haben weitere Unternehmen Niederlassungen im Ort: die in Memmingen ansässige Berger Holding und das in Benningen ansässige Unternehmen Otto Christ AG.

### Tourismus
Ottobeuren ist Station mehrerer touristischen Routen. Es ist einer der Hauptorte der Ostroute der Oberschwäbischen Barockstraße, liegt als Nebenort an der Schwäbischen Bäderstraße, am Sebastian-Kneipp-Wanderweg, an der Radrunde Allgäu, dem Bayerisch-Schwäbischen Jakobuspilgerweg und an der Mühlenstraße Oberschwaben. Aus touristischen Gründen und wegen der Marke Allgäu verwendet Ottobeuren den Slogan Allgäu für die Sinne.

### Gesundheitswesen
Ottobeuren ist Standort der dem Landkreis Unterallgäu gehörenden Kreisklinik Ottobeuren. In unmittelbarer Nachbarschaft zur Kreisklinik befand sich bis 2010 eine TCM-Klinik, ein Krankenhaus für traditionelle chinesische Medizin.

### Sozialeinrichtungen
Es bestehen fünf Kindergärten, ein Jugendzentrum, die Altenheime St. Josef, Lebenszentrum und Hafner-Villa und eine Jugendherberge des Deutschen Jugendherbergswerkes. In Böhen steht das Jugendhaus Waldmühle, ein Übernachtungshaus vor allem für kirchliche Gruppen.

### Wochenmarkt
Seit 15. Mai 2022 findet der Wochenmarkt jeden Freitag von 15 Uhr bis 18 Uhr auf dem Marktplatz statt. Zur Durchführung und Organisation wurde am 13. März 2022 der Verein Wochenmarkt Ottobeuren e. V. gegründet. Das Angebot ist markttyptisch, regional und fördert Nachhaltigkeit.

### Bildung
Die Gemeinde verfügt über Grundschulen in Ottobeuren und Hawangen, eine Mittelschule, ein Schulzentrum mit Realschule und Gymnasium (sprachlicher und naturwissenschaftlich-technologischer Zweig, Jahrgangsstufen 5 bis 10 und seit September 2009 auch die gymnasiale Oberstufe) unter gemeinsamer Leitung, eine Volkshochschule, eine Musikschule, eine katholische Gemeindebücherei und eine evangelische Pfarrbücherei.
Aus der Benediktinerabtei Ottobeuren heraus wurde 1544 die Universität Ottobeuren gegründet, die ein Jahr später nach Elchingen bei Ulm verlegt wurde.

## Persönlichkeiten

### Söhne und Töchter der Gemeinde
- Hans Scham (1588–1654), Bildhauer
- Johann Hiebel (1681–1755), Maler[15]
- Johann Michael Klein (1692–1767), Zimmermeister des Barock
- Karl Joseph Riepp (1710–1775), Orgelbauer, geboren in Eldern
- Karl Honorat von Huber (1772–1857), Verwaltungsjurist, Präsident der vereinigten Regierung und Kammer des Fürstentums Hohenzollern-Sigmaringen
- Theodor Herberger (1811–1870), Archivar und Schriftsteller
- August Prinzinger (1811–1899), Jurist und Abgeordneter zum Salzburger Landtag
- Sebastian Kneipp (1821–1897), Pionier der Wasserkur, geboren in Stephansried
- Johann Michael Raich (1832–1907), Theologe und Domdekan in Mainz
- Therese Mogger (1875–1956), Architektin
- Erwin Lindner (1888–1988), im Ortsteil Böglins geborener Entomologe
- Theodor Breher OSB (1889–1950), Missionsbenediktiner und Bischof von Yanji in China
- Joseph Roth (1897–1941), römisch-katholischer Priester und Ministerialdirigent im Reichskirchenministerium
- Sepp Jakob (1925–1993), Bildhauer
- Luis Zett (1945–2017), Komponist und Klavierpädagoge
- Manfred Hermann Schmid (1947–2021), Mozartexperte, Ordinarius für Musikwissenschaft an der Eberhard Karls Universität Tübingen und Professor an der Universität Salzburg
- Karl Schlögel (* 1948), Historiker, geboren in Hawangen
- Pit Kinzer (* 1951), Künstler
- Gisela Schütz-Gmeineder (* 1955), Physikerin
- Maxi Schafroth (* 1985), Kabarettist und Schauspieler

### Sonstige Persönlichkeiten

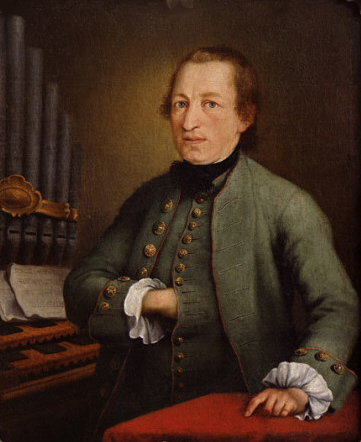
Johann Nepomuk Holzhey

- Hl. Ulrich von Augsburg (890–973), Abt von 972 bis 973
- Sel. Rupert I., († 1145), Abt von 1102 bis 1145
- Rupert Neß (1670–1740), Abt von 1710 bis 1740
- Anselm Erb (1688–1767), Abt von 1740 bis 1767
- Honorat Goehl (1733–1802), Abt von 1767 bis 1802
- Franz Xaver Schnizer (1740–1785), Mönch und Komponist
- Johann Nepomuk Holzhey (1741–1809), deutscher Orgelbauer
- Ulrich Schiegg (1752–1810), Mathematiker, Astronom und Landvermesser; ihm gelang in Ottobeuren der erste Ballonstart im deutschsprachigen Raum
- Maurus Feyerabend (1754–1818), Historiker und Prior des Klosters Ottobeuren
- Martin Egg (1915–2007), Heimatdichter
- Arthur Maximilian Miller (1901–1992), Schriftsteller
- Diether Kunerth (1940–2024), Künstler